# جيم دونوفان (معلق رياضي)
جيم دونوفان (بالإنجليزية: Jim Donovan)‏ هو معلق رياضي أمريكي، ولد في 17 يوليو 1956 في بوسطن في الولايات المتحدة.